# Boralesgamuwa
Boralesgamuwa (syng. බොරලැස්ගමුව, tamil. பொரலெஸ்கமுவ) – miasto w Sri Lance, w prowincji Zachodnia.